# Ingo Tebje

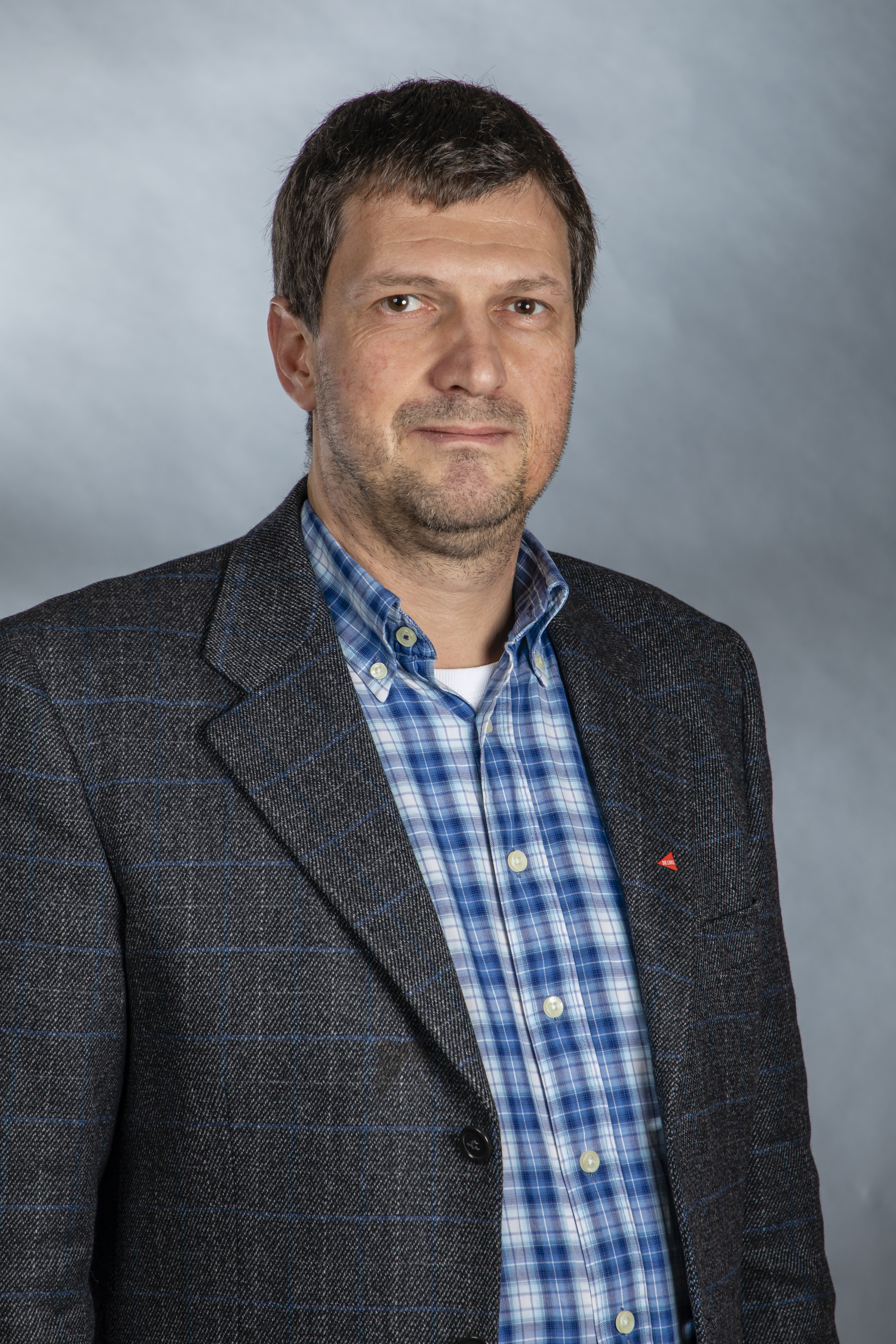
Ingo Tebje (2019)

Ingo Tebje (* 31. Januar 1972 in Bremen) ist ein deutscher Energieelektroniker, Gewerkschaftssekretär und Politiker der Partei Die Linke.

## Biografie

### Ausbildung und Beruf
Tebje absolvierte eine Berufsausbildung zum Energieelektroniker bei der Bremer Lagerhaus-Gesellschaft (BLG). Er war von 1996 bis 1998 Energieelektroniker an der Getreideanlage der BLG. 1998 bis 2012 war er als Energieelektroniker bei der Universität Bremen tätig. Von 2000 bis 2013 war er Personalrat bei der Universität Bremen und Mitglied im  Gesamtpersonalrat von Bremen sowie von 2009 bis 2013 Vorstandsmitglied des Gesamtpersonalrates. Von 2012 bis 2013 war er Verwaltungsangestellter an der Universität. Seit 2013 ist er Gewerkschaftssekretär bei ver.di im Fachbereich Gemeinden des Bezirkes Bremen-Nordniedersachsen.
Er ist verheiratet und hat zwei Kinder.

### Politik
Tebje ist seit 2007 mit Mitglied der Linken in Bremen. Bei der Bürgerschaftswahl in Bremen 2019 erhielt er auf Listenplatz 6  ein Mandat in der Bremischen Bürgerschaft. Hier war er Mitglied in den Betriebsausschüssen Performa Nord und Umweltbetrieb Bremen, in den Deputationen für Klima, Umwelt, Landwirtschaft und Tierschutz, den Deputationen für Wirtschaft und Arbeit, und in den Ausschüssen für Angelegenheiten der Häfen. Er war Sprecher seiner Fraktion für Wirtschaft, Arbeit, Häfen, Umwelt, Gewerkschaften und Arbeitnehmerinteressen. Bei der Bürgerschaftswahl in Bremen 2023 erhielt er kein Mandat mehr und schied aus der Bürgerschaft aus.

### Weitere Mitgliedschaften
- Betriebsausschuss KiTa Bremen
- Betriebsausschuss UBB
- Konventsmitglied der Ev. Auferstehungsgemeinde
- Stellv. Kirchentagsmitglied der Bremische Evangelische Kirche (BEK)